# Marie Frommer
Marie Frommer (* 17. März 1890 in Warschau, Russisches Kaiserreich; † 16. November 1976 in New York City) war eine deutsche Architektin, die nach ihrer Emigration in den Vereinigten Staaten tätig war.

## Leben
Marie Frommer wuchs in Leipzig in einer wohlhabenden Familie auf und erwarb ein Lehrerinnen-Diplom als Englisch- und Französischlehrerin, bevor sie sich 1911 als erst dritte Frau an der Fakultät für Architektur an der Technischen Hochschule (Berlin-)Charlottenburg einschrieb. Dort lernte sie auch die Studentin Lotte Cohn kennen, mit der sie eng befreundet war. 1916 schloss Frommer das Studium als Diplom-Ingenieurin ab. Von 1917 bis 1919 absolvierte sie ein Aufbaustudium für Städtebau an der Technischen Hochschule Dresden und promovierte mit einer Dissertation zum Thema „Flusslauf und Stadtentwicklung“. Sie war damit die erste promovierte Architektin in Deutschland.
Nach einigen Praxisjahren in der Dresdener Stadtverwaltung und in privaten Büros gründete sie 1925 ihr eigenes Architekturbüro in Berlin. Zu ihren Projekten gehörten Läden, Waren- und Geschäftshäuser, Banken, Bürogebäude und ein Hotel. Zu ihren ersten Projekten zählt der Umbau von zwei Läden der Leiser Handelsgesellschaft. 1925/1926 das größte Schuhgeschäft Berlins in der Tauentzienstraße und 1927 das Seidenhaus Leiser in der Königsstraße in Berlin-Mitte. Ihr bekanntestes Projekt war der Umbau der Villa Majestic in Berlin-Wilmersdorf zu einem Wohnhotel für alleinstehende berufstätige Frauen. 1930 nahm sie zusammen mit Emilie Winkelmann, Elisabeth von Knobelsdorff und Hanna Löv als eine von vier Architektinnen an der Ausstellung „Die gestaltende Frau“ in Berlin-Wertheim teil. Im gleichen Jahr wurde sie Gründungsmitglied des Soroptimist International Club Berlin, der sich regelmäßig in der Villa Majestic zusammen fand. 1931 wurde sie Mitglied im Bund Deutscher Architekten (BDA), wurde aber 1934 als Jüdin nicht in die Reichskammer der bildenden Künste aufgenommen, wodurch ihr eine selbständige Berufsausübung verwehrt wurde. Trotz dieser Umstände konnte sie bis Mitte 1936 die Projekte für ihre ausländischen Auftraggeber fertigstellen.
Ende 1936 emigrierte sie nach London, wo sie 1938 am Royal Institute of British Architects abgelehnt wurde. Mit Ausbruch des Zweiten Weltkriegs emigrierte sie 1939 nach New York. Nach erneutem Examina wurde sie 1946 als lizenzierte Architektin im Bundesstaat New York zugelassen. In der 140 West 57 Street in Manhattan eröffnete sie erneut ein Architekturbüro. Sie gestaltete Läden, Kanzleien und Clubs. Die Zeitschrift The Architectural Record listete sie 1948 in „A Thousand Woman in Architecture“ als eine der zehn erfolgreichsten Architektinnen in den USA vor. 1953 wurde sie Mitglied des American Institute of Architects (AIA). 1960 nannte die New York Times Frommer erneut als eine der herausragendsten Frauen in der Architektur. Sie war nie verheiratet oder hatte Kinder. Ihre Gebäude in Deutschland wurden zerstört oder vollständig umgebaut. Der Zustand der Gebäude in New York ist unklar.

## Werk (Auswahl)
- 1926–1927: Umbau der Schaufensterfassade des Schuhhauses Leiser in Berlin, Tauentzienstraße 17[4][5][6]
- 1920er Jahre: Haus Fränkel in Berlin-Dahlem[7]
- 1920er Jahre: Schuhladen Greco in Paris-Deaiville[7]
- 1929: Umbau der „Villa Majestic“ zum Hotel in Berlin-Wilmersdorf
- 1930: Warenhaus „Textilia“ in Ostrava (Tschechien)
- 1945: Bibliothek der Rechtsanwaltskanzlei Mansbach & Paley in New York[7]
- 1952: Penthouse; 525 Park Avenue, New York
- 1952: Stadthaus; 75 East 52 Street, New York

## Schriften (Auswahl)
- Flusslauf und Stadtentwicklung. Technische Hochschule, Dresden 1919 (Dissertation).
- Sanatorium am Königspark - Loschwitz. Eine vorbildliche Sanatoriums-Anlage. In: Innen-Dekoration. Reich-illustrierte kunstgewerbliche Zeitschrift für den gesamten inneren Ausbau. Band 33, März, 1922, S. 81–89, doi:10.11588/diglit.10456.31.
- Die Bildwirkerei der Pillnitzer Werkstätten. In: Die Kunst. Band 27, 1926, ISSN 1435-747X, S. 127–132.